# 龍璇
龍璇（1802年—1865年），字奎衡，号紫垣，望江县人。清朝政治人物，同進士出身。

## 生平
由邑禀生，道光二十四年，鄉試中舉；道光三十年，登進士，以知县选用，改授池州教授，兼署石埭、贵池两县学。咸丰四年，奉调入张都宪军营襄办文案。咸丰八年，主讲雷阳书院。同治元年，朱学宪保举孝廉方正，仍选池州府教授。門生有倪文蔚、刘芝田等。